# Михаил Ярославич (князь пронский)
Михаил Ярославич (умер в 1303?) — возможно, князь пронский, второй сын рязанского и пронского князя Ярослава Романовича. О его существовании известно только из грамоты XV века. В Лаврентьевской летописи в статье за 1300 год есть неясное известие о возможной усобице «рязанских князей Ярославичей», возможно, против рязанского князя Константина Романовича.

## Биография
Информации о рязанских князьях в этот период, как и о многих других русских князьях немного. Летописи часто сообщают только об их смерти. Родословные рязанских князей, а также летописи упоминают у рязанского и пронского князя Ярослава Романовича одного сына — рязанского князя Ивана. Однако в Лаврентьевской летописи в 1300 году упоминаются «рязанские князья Ярославичи», что, по мнению А. В. Экземплярского, указывает на наличие у него других сыновей. Д. И. Иловайский приводит грамоту XV века, в которой упоминаются «грамоты старинные великих князей», которые были жалованы «Ярославом, его братом Фёдором и сыном его Михаилом Ярославичем». На основании этого историк предполагает наличие у Ярослава двух сыновей — Ивана и Михаила. С этим выводом согласился и А. В. Экземплярский. Кроме того, наличие князя с таким именем подразумевает упоминаемый в летописях пронский князь Александр Михайлович.
Поскольку летописи ничего не сообщают о Михаиле, о его биографии ничего неизвестно. Его отец, Ярослав Романович, умер в 1299 году, после чего рязанским князем, вероятно, стал брат последнего, Константин Романович. Неясное известие Лаврентьевской летописи о «князьях Ярославичах» Д. И. Иловайский считает указанием на то, что сыновья покойного князя начали усобицу против дяди за уделы. А. В. Экземплярский соглашается с тем, что между Ярославичами и Константином Романовичем произошло столкновение, но затрудняется сделать вывод о его причине, добавляя, что именно с ним мог быть связан поход, который в 1301 году предпринял на Рязань московский князь Даниил Александрович, и который закончился пленением рязанского князя. По мнению исследователя, Константин мог стремиться присоединить удел своих племянников (Пронское княжество), однако те нашли покровителя в лице московского князя.
Д. И. Иловайский в родословной рязанских князей указывает, что Михаил умер в 1303 году. А. В. Экземплярский полагает, что Михаил был пронским князем, но пишет, что о княжении ничего неизвестно. Л. Войтович предположил, что тот мог стать пронским князем, когда его брат Иван стал в 1308 году рязанским князем.

## Семья
Д. И. Иловайский показывает, что жену Михаила звали Евдокия. Дети:
- Александр (убит в 1340), князь пронский, предок рода князей Пронских (через сына Ярослава-Дмитрия) и, возможно, последующих великих князей рязанских[К 2][4].